# Lampasas County
Das Lampasas County ist ein County im Bundesstaat Texas der Vereinigten Staaten. Das U.S. Census Bureau hat bei der Volkszählung 2020 eine Einwohnerzahl von 21.627 ermittelt. Der Sitz der County-Verwaltung (County Seat) befindet sich in Lampasas.

## Geographie
Das County liegt etwa 40 km östlich des geographischen Zentrums von Texas und hat eine Fläche von 1849 Quadratkilometern, wovon 5 Quadratkilometer Wasserfläche sind. Es grenzt im Uhrzeigersinn an folgende Countys: Hamilton County, Coryell County, Bell County, Burnet County, San Saba County und Mills County.

## Geschichte
Lampasas County wurde am 1. Februar 1856 aus Teilen des Bell County, Coryell County und Travis County gebildet. Benannt wurde es nach der Stadt Lampasas in Mexiko oder dem Lampasas River.

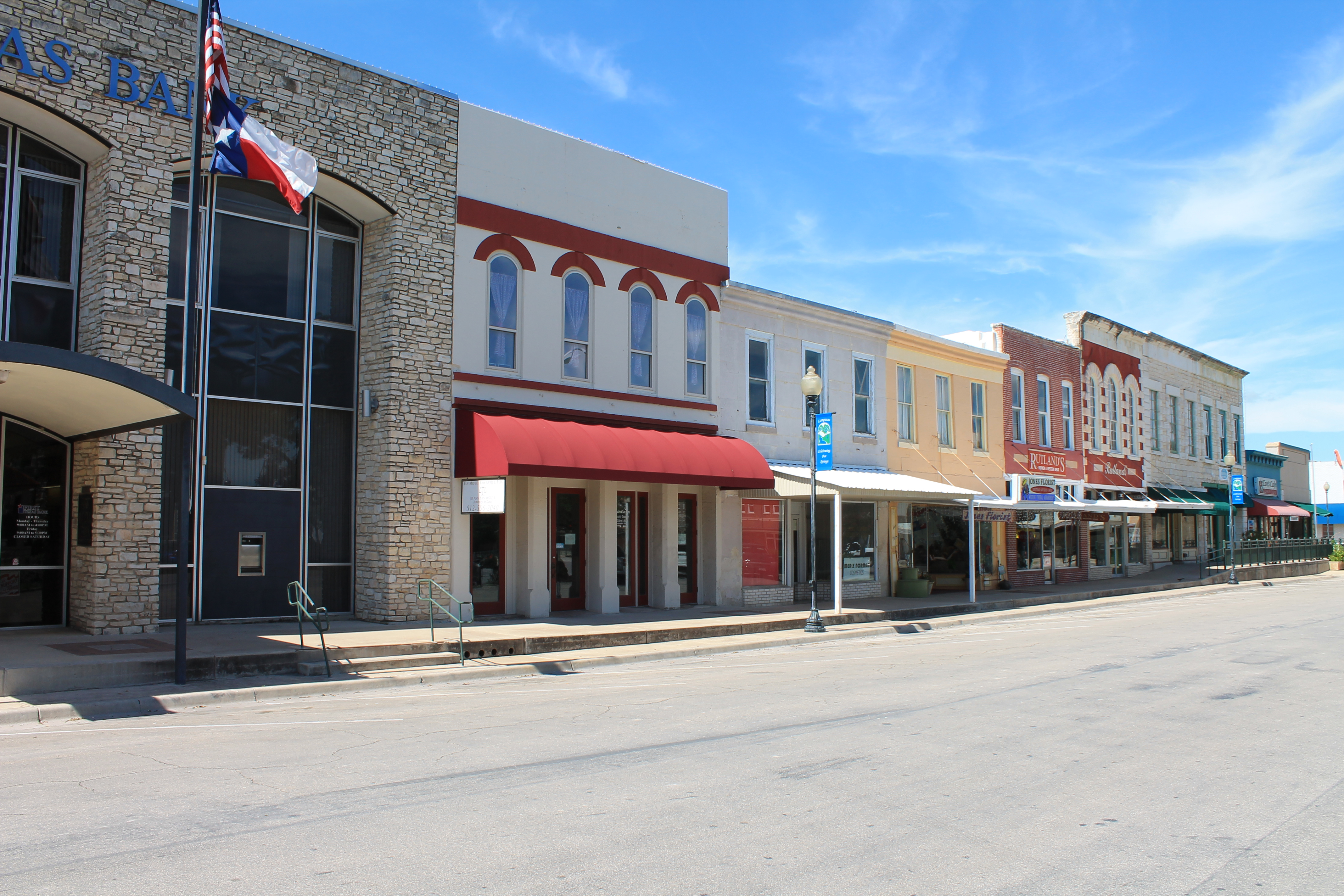
Im Lampasas Downtown Historic District (2013)

Sechs Bauwerke und Stätten im County sind im National Register of Historic Places („Nationales Verzeichnis historischer Orte“; NRHP) eingetragen (Stand 26. November 2021), darunter das Lampasas County Courthouse, der Lampasas Downtown Historic District und die Phillips and Trosper Buildings.

## Demografische Daten

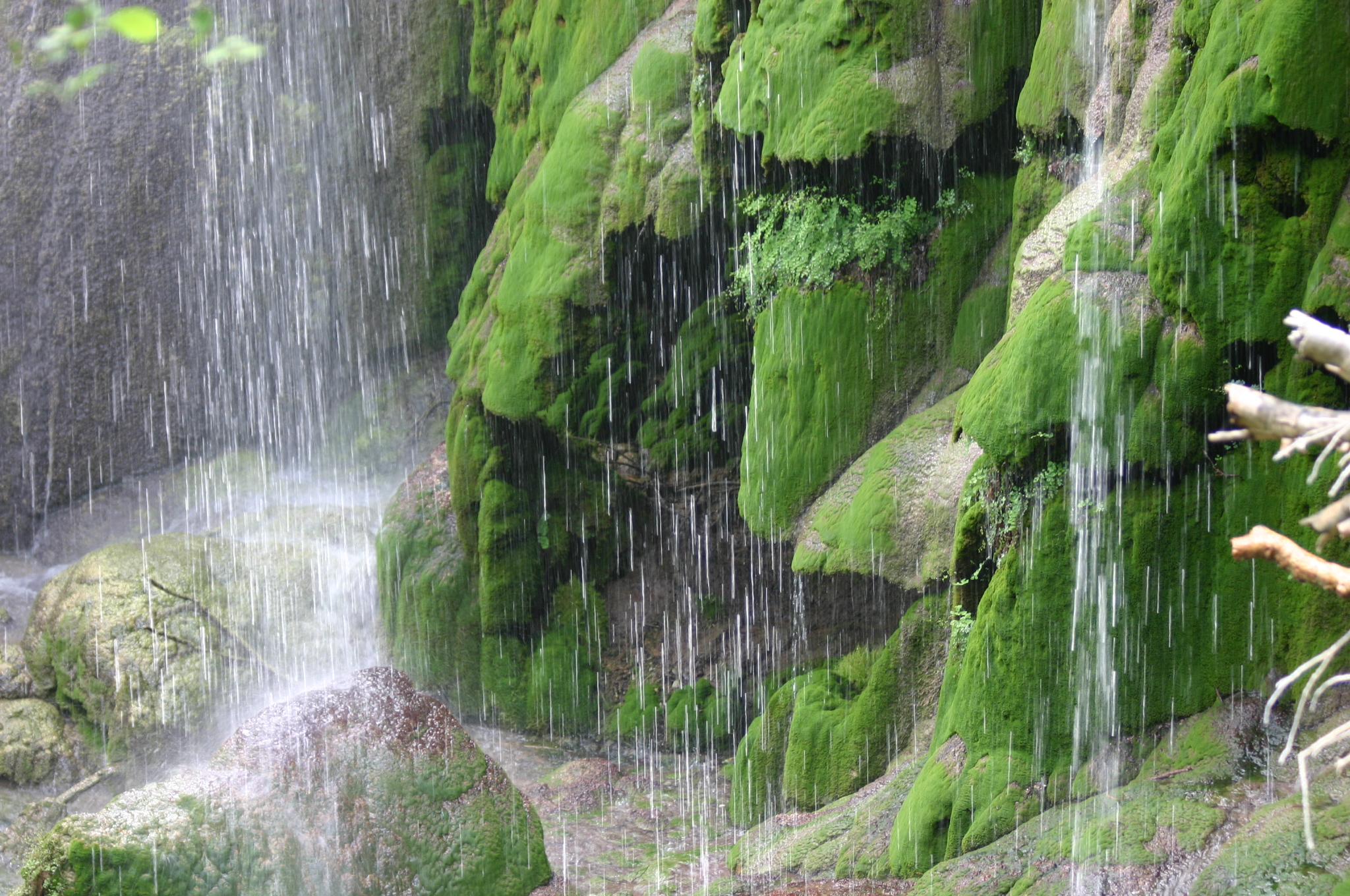
Gorman Fall im Colorado Bend State Park

Nach der Volkszählung im Jahr 2000 lebten im Lampasas County 17.762 Menschen in 6.554 Haushalten und 4.876 Familien. Die Bevölkerungsdichte betrug 10 Einwohner pro Quadratkilometer. Ethnisch betrachtet setzte sich die Bevölkerung zusammen aus 86,75 Prozent Weißen, 3,10 Prozent Afroamerikanern, 0,70 Prozent amerikanischen Ureinwohnern, 0,75 Prozent Asiaten, 0,06 Prozent Bewohnern aus dem pazifischen Inselraum und 6,49 Prozent aus anderen ethnischen Gruppen; 2,15 Prozent stammten von zwei oder mehr Ethnien ab. 15,07 Prozent der Einwohner waren spanischer oder lateinamerikanischer Abstammung.
Von den 6.554 Haushalten hatten 35,1 Prozent Kinder oder Jugendliche, die mit ihnen zusammen lebten. 60,7 Prozent waren verheiratete, zusammenlebende Paare 9,5 Prozent waren allein erziehende Mütter und 25,6 Prozent waren keine Familien. 21,9 Prozent waren Singlehaushalte und in 10,5 Prozent lebten Menschen im Alter von 65 Jahren oder darüber. Die durchschnittliche Haushaltsgröße betrug 2,66 und die durchschnittliche Familiengröße betrug 3,08 Personen.
27,6 Prozent der Bevölkerung war unter 18 Jahre alt, 7,7 Prozent zwischen 18 und 24, 27,2 Prozent zwischen 25 und 44, 23,0 Prozent zwischen 45 und 64 und 14,5 Prozent waren 65 Jahre alt oder älter. Das Medianalter betrug 37 Jahre. Auf 100 weibliche Personen kamen 96,3 männliche Personen und auf 100 Frauen im Alter von 18 Jahren oder darüber kamen 93,3 Männer.
Das jährliche Durchschnittseinkommen eines Haushalts betrug 36.176 USD, das Durchschnittseinkommen einer Familie betrug 41.395 USD. Männer hatten ein Durchschnittseinkommen von 30.320 USD, Frauen 20.637 USD. Das Prokopfeinkommen betrug 17.184 USD. 10,7 Prozent der Familien und 14,1 Prozent der Einwohner lebten unterhalb der Armutsgrenze.

## Städte und Gemeinden
| - Kempner - Lake Victor - Lampasas | - Lometa - Naruna | - Nix - Rumley | - Scallorn - Watson |

## Religion
Es gibt zwei katholische Kirchen, die beide zum Bistum Austin gehören: Mariä Unbefleckte Empfängnis (St. Mary of the Immaculate Conception) in Lampasas und Guter Hirte (Good Shepherd) in Lometa.